# Geum jankae
Geum jankae är en rosväxtart som beskrevs av Beck.. Geum jankae ingår i släktet nejlikrotsläktet, och familjen rosväxter. Inga underarter finns listade i Catalogue of Life.